# Astral Weeks (Charles Mingus)
| Recensione | Giudizio |
| ---------- | -------- |
| AllMusic   | [ 1 ]    |

Astral Weeks è un CD live (bootleg) di Charles Mingus, pubblicato dall'etichetta discografica italiana Moon Records nel 1990.

## Tracce
1. Meditations – 33:58 (Charles Mingus)
2. Fables of Faubus – 22:31 (Charles Mingus)

## Musicisti
- Charles Mingus - contrabbasso
- Eric Dolphy - flauto, clarinetto basso, sassofono alto
- Clifford Jordan - sassofono tenore
- Johnny Coles - tromba
- Jaki Byard - pianoforte
- Dannie Richmond - batteria

Note aggiuntive
- Registrazioni effettuate dal vivo il 14 aprile 1964 al Old Fellow Palaet's Store Sal di Copenaghen, in Danimarca
- Raffaele Borretti - rimasterizzazione
- Tommaso Demuro - artwork